# زنینه
زنینه یک منطقهٔ مسکونی در الجزایر است که در ناحیه ثنیه واقع شده‌است. زنینه ۵٫۶ کیلومتر مربع مساحت دارد ۵۱۰ متر بالاتر از سطح دریا واقع شده‌است.